# Szpiegowska rodzinka
Szpiegowska rodzinka (ang. My Spy Family, 2007–2010) – brytyjski serial fabularny. Jest to komediowy serial fabularny z drobnymi elementami fantastyki. W Wielkiej Brytanii serial ten emitowany jest na kanale Boomerang.
Premierowy odcinek serialu został wyemitowany 3 grudnia 2007 o godzinie 17:15 w Cartoon Network.
Jest to pierwszy serial fabularny w Cartoon Network.

## Fabuła i opis
Szpiegowska rodzinka to serial, który opowiada o zwariowanej rodzince, składającej się z 5 osób – rodziców i trójki dzieci. Matka i ojciec byli szpiegami, zaś dzieci są bardzo uzdolnione informatycznie. Mieszkają oni w spokojnym angielskim miasteczku – Batley. Rodzice niestety nie są normalnymi rodzicami, gdyż każdą domową czynność potrafią oni zmienić w przygodę wymagającą przemyślanej taktyki i nie lada zdolności, dając przy tym każdemu widzowi powód do śmiechu.

## Bohaterowie

### Banonowie
- Talia Bannon (z domu Dokopimov) – matka trójki dzieciaków i żona Dirka Bannona. Jest Rosjanką, dlatego ma rosyjski akcent. Jest specjalistką w maskowaniu się. Lubi akcję. W przeszłości była rosyjskim szpiegiem. Na koncie ma kradzież „Mony Lisy” (oryginału), udawanie (przez trzy dni) królowej Albovii i zamach na pewnego księcia (użyła w tym celu pieluchy Spike’a).
- Dirk Bannon – mąż Talii i ojciec trójki dzieciaków. Był on szpiegiem i lubi wspominać dawne czasy. Często można go zobaczyć w czarno-białym garniturze oraz w czarnym golfie. Ma przyjaciela Desa. Bardzo szanuje królową Anglii.
- Elle Bannon – córka Talii i Dirka Bannonów. Dąży do pokoju w jej okolicy. Ma 16 lat. Przyjaźni się z Marcy i Donną. W jednym z odcinków Talia wspomniała, że Elle ma alergie na kiwi.
- Spike Bannon – syn Talli i Dirka Bannonów. Jest pierwszorzędnym hakerem w wieku dojrzewania. Ma 14 lat. Ma obsesję na punkcie technologii. Nienawidzi swojego nauczyciela Pana Vonga i próbuje się go pozbyć bardzo wyszukanymi metodami, do czego używa nowoczesnych środków. Chociaż w jednym odcinku po tym jak podano mu jakiś środek chciał zostać „Panią Vong”. Opublikował nawet filmy w internecie, które go kompromitują. W jednym z odcinków Talia wspomniała, że Spike ma astmę.
- Boris Bannon – najmłodszy syn Talii i Dirka Bannonów. Ma 6 lat. Boris jest dociekliwy i szybko zaczyna się nudzić. Rzadko mówi, a jeśli już coś to po rosyjsku. Nie wchodzi w układy. Jak ojciec nosi czarny golf. Lubi ptaszniki.

### Pozostali
- Desmond „Des” Handy – bliski przyjaciel Dirka i reszty rodziny. Pochodzi z Jamajki (w jednym z odcinków ma bluzę z jamajską flagą). Ma swoją restaurację. Razem z Dirkiem Bannonem byli agentami. Bardzo boi się Borisa. Jest zakochany w Tali i nie kryje się z tym. Bardzo często się myli, przez co Spike wpada w tarapaty.
- Travis Michel – przyjaciel Spike’a, nosi okulary i porusza się na wózku inwalidzkim. Tak samo jak Spike, nienawidzi Vonga. Razem ze Spikem szpiegują go ale nigdy im to nie wychodzi. Jest pesymistą – nigdy nie wierzy, że plan Spike’a się uda.
- Donna – przyjaciółka Elle. Umówiła się prawie ze wszystkimi chłopakami ze szkoły. W przyszłości chciałaby zostać modelką.
- Marcy Desmond – przyjaciółka Elle. Nosi okulary. Jest pomocna i nie ma żadnego chłopaka. Elle pomagała jej go znaleźć w odcinku „Taneczna afera Dirka”.
- Pan Ernest Vong – nauczyciel Spike’a, a zarazem dyrektor szkoły, uczy geografii. Spike bardzo często próbuje się go pozbyć, więc Vong odpowiada mu tym samym. Mieszka z matką.
- Adam – chłopak ze szkoły Spike’a i Elle. Elle umówiła go na randkę z Marcy w odcinku „Miłość to sprawa narkotyków”. Jest jedynym chłopakiem w szkole, który nigdy nie umówił się z Donną.
- Noris – kolega ze szkoły Spike’a i Elle. Komputer wybiera go jako chłopaka Elle. Bardzo lubi chrupki serowo-cebulowe.

## Obsada
- Milo Twomey – Dirk Bannon
- Natasha Beaumont – Talia Bannon
- Alice Connor – Elle Bannon
- Joe Tracini – Spike Bannon
- Ignat Pakhotin – Boris Bannon
- Vas Blackwood – Des
- Richard Sargent – Travis Michel
- Ramon Tikaram – pan Ernest Vong
- Cascade Brown – Donna
- Kristy Leigh Porter – Marcy Desmond

## Wersja polska
Opracowanie i udźwiękowienie wersji polskiej: Studio Sonica

Reżyseria:
- Miriam Aleksandrowicz (odc. 1-4, 9-46),
- Andrzej Mastalerz (odc. 1-8, 13-14, 16-20, 22)

Dialogi polskie:
- Agnieszka Farkowska (odc. 1, 8, 15),
- Magdalena Dwojak (odc. 2-3),
- Witold Surowiak (odc. 4, 7, 9-12, 14, 16-18, 20, 22),
- Kamila Klimas-Przybysz (odc. 5-6, 13, 19, 27-46),
- Joanna Kuryłko (odc. 21, 23-26)

Dźwięk i montaż:
- Agnieszka Stankowska (odc. 1-4),
- Mateusz Adamczyk (odc. 5-8),
- Jarosław Wójcik (odc. 5-8),
- Stanisław Winiarski (odc. 9-23),
- Maciej Sapiński (odc. 24-46)

Kierownictwo muzyczne: Marek Krejzler

Organizacja produkcji:
- Aleksandra Dobrowolska (odc. 1-14, 16-20, 22, 24-26),
- Katarzyna Grochowska (odc. 15, 21, 23),
- Dorota Furtak (odc. 27-46)

W rolach głównych:
- Elena Leszczyńska – Talia Bannon
- Zbigniew Suszyński – Dirk Bannon
- Anna Gorajek – Elle Bannon
- Krzysztof Królak – Spike Bannon
- Katarzyna Ankudowicz – Donna
- Magdalena Karel-Kołodziejczyk – Marcy Desmond
- Franciszek Rudziński – Travis Michel
- Sławomir Pacek – Des
- Jacek Bończyk – pan Ernest Vong

W pozostałych rolach:
- Modest Ruciński – Aron (odc. 2)
- Adam Pluciński −
  - Norris (odc. 3),
  - Dinek (odc. 27)
- Jan Aleksandrowicz − Vladimir Spensky (odc. 11)
- Joanna Pach
- Anna Apostolakis – Mama Marcy (odc. 16)
- Mieczysław Morański – Tata Marcy (odc. 16)
- Andrzej Mastalerz – Prezenter konkursu (odc. 17)
- Jacek Czyż −
  - Tata Nelsona (odc. 21),
  - Lord Bollingstock (odc. 23)
- Ewa Kania − Matka Ernesta Vonga (odc. 24)
- Paweł Ciołkosz − Mike
- Beniamin Lewandowski
- Mariusz Oborski
- Agnieszka Kudelska − Kamila
- Janusz Wituch − Tata Kamili
- Jerzy Dominik
- Piotr Zelt − Szef Trev (odc. 43)
- Paulina Zgoda − kobieta w programie Jeffreya Smile’a (odc. 31)
- Tomasz Jarosz − mężczyzna w programie Jeffreya Smile’a (odc. 31)
- Bartosz Kopeć − 
  - Hoksi (odc. 8, 13, 45)
  - Jeffrey Smile (odc. 31)
- Ala Świtlak
- Iwona Kubisiewicz
- Miriam Aleksandrowicz
- Elżbieta Gaertner − Brenda (odc. 37)
- Dorota Furtak
- Wojciech Słupiński
- Jakub Molęda
- Michał Głowacki
- Stanisław Biczysko
- Łukasz Jakubowski

i inni
Lektor:
- Andrzej Mastalerz (odc. 1-26),
- Jan Aleksandrowicz-Krasko (odc. 27-46)

## Odcinki
- Serial liczy 46 odcinków.
- Serial pojawił się po raz pierwszy na kanale Cartoon Network:
  - I seria (odcinki 1-13) – 3 grudnia 2007 roku,
  - II seria (odcinki 14-26) – 3 marca 2008 roku,
  - III seria (odcinki 27-45) – 1 czerwca 2009 roku,
  - III seria (odcinek 46) – 15 czerwca 2011 roku.
- W każdym angielskim tytule na końcu jest słowo Affair.
- Trzecia seria nie posiada polskich tytułów.
- W trzeciej serii nie ma początkowego wstępu z lektorem.
- Serial wrócił na antenę 1 maja 2011 roku.

### Spis odcinków
| Premiera odcinka | N/o | Polski tytuł                              | Angielski tytuł                                |
| ---------------- | --- | ----------------------------------------- | ---------------------------------------------- |
|                  |     |                                           |                                                |
| SERIA PIERWSZA   |     |                                           |                                                |
|                  |     |                                           |                                                |
| 03.12.2007       | 01  | W potrzasku                               | The Lock-In Affair                             |
|                  |     |                                           |                                                |
| 04.12.2007       | 02  | Kłótnia przyjaciół                        | The Friends Disunited Affair                   |
|                  |     |                                           |                                                |
| 05.12.2007       | 03  | Taneczna afera Dirka                      | The Dirky Dancing Affair                       |
|                  |     |                                           |                                                |
| 06.12.2007       | 04  | Dobroczynność zaczyna się w domu          | The Charity Begins At Home Affair              |
|                  |     |                                           |                                                |
| 07.12.2007       | 05  | Sprawa nabojów                            | The Bullets Over Batley Affair                 |
|                  |     |                                           |                                                |
| 08.12.2007       | 06  | Przewodniczący, bohaterowie i tchórze     | The Prefect Storm Affair                       |
|                  |     |                                           |                                                |
| 10.12.2007       | 07  | Sprawa dziesiątej butli                   | The Tenth Flask Affair                         |
|                  |     |                                           |                                                |
| 11.12.2007       | 08  | Trufle ponad wszystko                     | The Truffles are Forever Affair                |
|                  |     |                                           |                                                |
| 12.12.2007       | 09  | Sprawa horoskopów                         | The Up Horoscope! Affair                       |
|                  |     |                                           |                                                |
| 13.12.2007       | 10  | Sprawa inspektorów                        | The Inspector Foils Affair                     |
|                  |     |                                           |                                                |
| 14.12.2007       | 11  | Sprawa Vladimira Spensky’ego              | The Vladimir Spensky Affair                    |
|                  |     |                                           |                                                |
| 17.12.2007       | 12  | Sprawa szpiega, który za mało mnie kochał | The Spy Who Didn’t Quite Love Me Enough Affair |
|                  |     |                                           |                                                |
| 18.12.2007       | 13  | Alboviańska afera                         | The Albovian Affair Affair                     |
|                  |     |                                           |                                                |
| SERIA DRUGA      |     |                                           |                                                |
|                  |     |                                           |                                                |
| 03.03.2008       | 14  | Miłość to sprawa narkotyków               | The Love is the Drug Affair                    |
|                  |     |                                           |                                                |
| 04.03.2008       | 15  | Miłości nieruchomości                     | The Des Res Affair                             |
|                  |     |                                           |                                                |
| 05.03.2008       | 16  | Sprawa quizów                             | The Quiz Night Affair                          |
|                  |     |                                           |                                                |
| 06.03.2008       | 17  | Sprawa talentów z prowincji               | The Batley’s Got Talent Affair                 |
|                  |     |                                           |                                                |
| 07.03.2008       | 18  | Sprawa jedzenia                           | The Live and Let Dine Affair                   |
|                  |     |                                           |                                                |
| 10.03.2008       | 19  | Afera z Dniem Matki                       | The Talia’s Day Affair                         |
|                  |     |                                           |                                                |
| 11.03.2008       | 20  | Sprawa wymuszenia                         | The Persuasion Affair                          |
|                  |     |                                           |                                                |
| 12.03.2008       | 21  | Wiedza to potęga                          | The Knowledge is Power Affair                  |
|                  |     |                                           |                                                |
| 13.03.2008       | 22  | Sprawa strogonowa                         | The Stroganoff Night Affair                    |
|                  |     |                                           |                                                |
| 14.03.2008       | 23  | Sprawa śmiejącego się Lorda               | The Laughing Lord Affair                       |
|                  |     |                                           |                                                |
| 17.03.2008       | 24  | Sprawa nieporozumień słownych             | The Mum’s the Word Affair                      |
|                  |     |                                           |                                                |
| 18.03.2008       | 25  | Sprawa ojcostwa                           | The Who’s the Daddy Affair                     |
|                  |     |                                           |                                                |
| 19.03.2008       | 26  | Afera z modelingiem                       | The Bum Deal Affair                            |
|                  |     |                                           |                                                |
| SERIA TRZECIA    |     |                                           |                                                |
|                  |     |                                           |                                                |
| 01.06.2009       | 27  | --- brak tytułu ---                       | The Back in Batley Affair                      |
|                  |     |                                           |                                                |
| 02.06.2009       | 28  | --- brak tytułu ---                       | The Des Mondi Code Affair                      |
|                  |     |                                           |                                                |
| 03.06.2009       | 29  | --- brak tytułu ---                       | The 1950’s Affair                              |
|                  |     |                                           |                                                |
| 04.06.2009       | 30  | --- brak tytułu ---                       | The Cammy Loves Spikey Affair                  |
|                  |     |                                           |                                                |
| 05.06.2009       | 31  | --- brak tytułu ---                       | The Chat Show Affair                           |
|                  |     |                                           |                                                |
| 08.06.2009       | 32  | --- brak tytułu ---                       | The Back Scratch Affair                        |
|                  |     |                                           |                                                |
| 09.06.2009       | 33  | --- brak tytułu ---                       | The Spy Pod Affair                             |
|                  |     |                                           |                                                |
| 10.06.2009       | 34  | --- brak tytułu ---                       | The Hoop Loop Snoop Affair                     |
|                  |     |                                           |                                                |
| 11.06.2009       | 35  | --- brak tytułu ---                       | The Black Widows Affair                        |
|                  |     |                                           |                                                |
| 12.06.2009       | 36  | --- brak tytułu ---                       | The Fakers & Adders Affair                     |
|                  |     |                                           |                                                |
| 15.06.2009       | 37  | --- brak tytułu ---                       | The Trophy Affair                              |
|                  |     |                                           |                                                |
| 16.06.2009       | 38  | --- brak tytułu ---                       | The Election Affair                            |
|                  |     |                                           |                                                |
| 17.06.2009       | 39  | --- brak tytułu ---                       | The Schoolboy Spy Affair                       |
|                  |     |                                           |                                                |
| 18.06.2009       | 40  | --- brak tytułu ---                       | The Awful Aunty Affair                         |
|                  |     |                                           |                                                |
| 19.06.2009       | 41  | --- brak tytułu ---                       | The Thick-Skinned Spike Affair                 |
|                  |     |                                           |                                                |
| 22.06.2009       | 42  | --- brak tytułu ---                       | The Mothers in the Hood Affair                 |
|                  |     |                                           |                                                |
| 23.06.2009       | 43  | --- brak tytułu ---                       | The Cheating Affair                            |
|                  |     |                                           |                                                |
| 24.06.2009       | 44  | --- brak tytułu ---                       | The Boris Bounces Back Affair                  |
|                  |     |                                           |                                                |
| 25.06.2009       | 45  | --- brak tytułu ---                       | The Pen is Mightier Affair                     |
|                  |     |                                           |                                                |
| 15.06.2011       | 46  | --- brak tytułu ---                       | The Brough To Book Affair                      |
|                  |     |                                           |                                                |